# Округ Бејли (Тексас)
Округ Бејли (енгл. Bailey County) је округ у америчкој савезној држави Тексас. По попису из 2010. године број становника је 7.165.

## Демографија
Према попису становништва из 2010. у округу је живело 7.165 становника, што је 571 (8,7%) становника више него 2000. године.
| Група             | 2000.         | 2010.         |
| Белци             | 3.317 (50,3%) | 2.745 (38,3%) |
| Афроамериканци    | 84 (1,3%)     | 86 (1,2%)     |
| Азијати           | 9 (0,1%)      | 30 (0,4%)     |
| Хиспаноамериканци | 3.119 (47,3%) | 4.283 (59,8%) |
| Укупно            | 6.594         | 7.165         |